# Глиницьке
Глиницьке (біл. Глініцкае) — озероподібне розширення русла річки Сколодинка в Мозирському районі Гомельської області, за 42 км на захід від міста Мозир, біля села Глиниця.
Площа близько 0,13 км², довжина 2,5 км, найбільша ширина 0,12 км. Довжина берегової лінії близько 5,2 км. Береги піщані, переважно низькі, порослі чагарниками і рідколіссям, місцями заболочені.